# Circuit Franco-Belge 2023
Il Circuit Franco-Belge 2023, ottantaduesima edizione della corsa e valevole come quarantasettesima prova dell'UCI ProSeries 2023 categoria 1.Pro, si svolse il 28 settembre 2023 per un percorso di 190,6 km, con partenza da Tournai e arrivo a Mont-de-l'Enclus, in Belgio. La vittoria fu appannaggio del belga Arnaud De Lie, il quale completò il percorso in 4h27'52", alla media di 42,693 km/h, precedendo il norvegese Rasmus Tiller e il neozelandese Corbin Strong.
Sul traguardo di Mont-de-l'Enclus 84 ciclisti, dei 137 partiti da Tournai, portarono a termine la competizione.

## Squadre e corridori partecipanti
Al via 20 formazioni.
| N.    | Cod. | Squadra                  |
| ----- | ---- | ------------------------ |
| 1-7   | ADC  | Alpecin-Deceuninck       |
| 11-17 | ACT  | AG2R Citroën Team        |
| 21-27 | COF  | Cofidis                  |
| 31-37 | TFS  | Lidl-Trek                |
| 41-47 | LTD  | Lotto Dstny              |
| 51-57 | ARK  | Team Arkéa-Samsic        |
| 61-67 | SOQ  | Soudal Quick-Step        |
| 71-77 | IPT  | Israel-Premier Tech      |
| 81-87 | ICW  | Intermarché-Circus-Wanty |
| 91-97 | UXT  | Uno-X Pro Cycling Team   |

| N.      | Cod. | Squadra                           |
| ------- | ---- | --------------------------------- |
| 101-107 | Q36  | Q36.5 Pro Cycling Team            |
| 111-117 | TEN  | TotalEnergies                     |
| 121-127 | TFB  | Team Flanders-Baloise             |
| 131-137 | BWB  | Bingoal WB                        |
| 141-147 | HPM  | Human Powered Health              |
| 151-157 | BEB  | Bolton Equities Black Spoke       |
| 171-177 | GDM  | Materiel-Velo.com                 |
| 181-187 | VWE  | VolkerWessels Cycling Team        |
| 191-197 | ABC  | ABLOC CT                          |
| 201-207 | VRL  | Van Rysel-Roubaix Lille Métropole |

## Ordine d'arrivo (Top 10)
| Pos. | Corridore        | Squadra       | Tempo    |
| ---- | ---------------- | ------------- | -------- |
| 1    | Arnaud De Lie    | Lotto         | 4h27'52" |
| 2    | Rasmus Tiller    | Uno-X         | s.t.     |
| 3    | Corbin Strong    | Israel        | s.t.     |
| 4    | T.H. Johannessen | Uno-X         | a 2"     |
| 5    | Florian Sénéchal | Soudal        | s.t.     |
| 6    | Lorenzo Rota     | Intermarché   | a 6"     |
| 7    | Georg Zimmermann | Intermarché   | s.t.     |
| 8    | Yves Lampaert    | Soudal        | a 8"     |
| 9    | Toms Skujiņš     | Lidl          | a 9"     |
| 10   | Anthony Turgis   | TotalEnergies | a 13"    |